# حمامة غرينادا
حمامة غرينادا الاسم العلمي : Leptotila wellsi (ليبتوتيلا ويلسي) حمامة المتوسطة الحجم توجد في المناطق المدارية للعالم الجديد. تتوطن جزيرة غرينادا في جزر الأنتيل الصغرى. تعرف أيضا باسم حمامة البازلاء أو حمامة البئر ، تعتبر حمامة غرينادا الطير الوطني في غرينادا.

## الوصف
حمامة غرينادا تتسم بحلق أبيض اللون ; وجه وجبين وردي شاحب يتدرج إلى اللون البني القاتمة على التاج ومؤخر العنق؛ الأجزاء العلوية يغطيها ريش الزيتون البني؛ أسفل الجناحين يكون بلون كستنائي؛ الرقبة والجزء العلوي صدر الوردي برتقالي يتلاشى لأبيض على أقل صدر والبطن والأجزاء السفلية.

## التوزيع والموئل
لم يسجل وجود لحمامة غرينادا في مناطق أخرى غير الجزيرة الرئيسية في غرينادا، وجزر الهند الغربية. [6] تاريخيا، تم تسجيل وجودها في عدة مواقع في جميع أنحاء غرينادا، بما في ذلك الجزر البحرية.